# Leilani Mitchell
Leilani Seamah Mitchell (ur. 15 czerwca 1985 w Richland) – amerykańska koszykarka występująca na rozgrywającej, posiadająca także australijskie obywatelstwo, reprezentantka tego kraju, obecnie zawodniczka Southside Flyers, a w okresie letnim Washington Mystics, w WNBA.
13 lutego 2020 zawarła kolejną w karierze umowę z Washington Mystics.

## Osiągnięcia
Stan na 6 marca 2020, na podstawie, o ile nie zaznaczono inaczej.

### NCAA
- Uczestniczka turnieju NCAA (2008)
- Mistrzyni sezonu regularnego Mountain West (MWC – 2008)
- Zawodniczka roku konferencji MWC (2008)
- Zaliczona do I składu MWC (2008)

### WNBA
- Największy postęp WNBA (2010, 2019)[5][6]
- Liderka WNBA w skuteczności rzutów za 3 punkty (2010)[7]

### Drużynowe
- Mistrzyni:
  - Australii (WNBL – 2017, 2019)
  - Chorwacji (2013)[8]
- Wicemistrzyni:
  - Eurocup (2011)
  - Australii (2020)[9]
- Zdobywczyni pucharu:
  - Chorwacji (2013)[8]
  - Francji (2012)[10]

### Indywidualne
- MVP:
  - zagraniczna francuskiej ligi LFB (2010)
  - finałów WNBL (2017, 2020)[11]
- Najlepsza zawodniczka (według eurobasket.com):
  - zagraniczna francuskiej ligi LFB (2010)[12]
  - występująca na pozycji obronnej):
    - francuskiej ligi LFB (2010)[12]
    - ligi chorwackiej (2013)[8]
- Laureatka WNBL Golden Hands Award (2015)
- Zaliczona do (przez eurobasket.com, australiabasket.com):
  - I składu:
    - WNBL (2014, 2016, 2017, 2020)
    - ligi:
      - francuskiej (2010)[12]
      - chorwackiej (2013)[8]

    - zawodniczek zagranicznych ligi francuskiej (2010)[12]

  - II składu WNBL (2015)[13]
- Liderka w asystach WNBL (2015, 2017)[13]

### Reprezentacja
- Brązowa medalistka mistrzostw świata (2014)
- Uczestniczka igrzysk olimpijskich (2016 – 5. miejsce)